# Vincenzo Monti (historietista)
Vincenzo Monti (Milán, Italia, 10 de junio de 1941 - ib., 15 de febrero de 2002) fue un dibujante de historietas italiano.

## Biografía
Debutó en 1967 como ayudante en el estudio de Giuseppe Montanari, realizando los lápices de Goldrake Playboy de Renzo Barbieri, seguido por otro cómic de este autor, Candida la marchesa. Posteriormente, ilustró numerosas historietas eróticas de la Edifumetto. A principios de los años 70, tras una breve colaboración con la Editorial Universo, dibujó Alamo Kid, escrito por Antonio Mancuso y publicado por el semanario Lanciostory de la Editorial Eura.
En 1973 empezó a trabajar para la Editorial Bonelli, realizando un episodio de Joselito, una Oesteada ambientada durante la revolución mexicana. En 1977 entró en el equipo de los dibujantes de Mister No, cómic de aventuras creado por Sergio Bonelli, dibujando un total de seis historias. En 1980 pasó al wéstern Ken Parker de Giancarlo Berardi, para el cual realizó dos episodios junto a Bruno Marraffa. En los años 1980 fue el portadista de Gil (1982), un policíaco/wéstern moderno con textos de Ennio Missaglia, y de la serie Tuttowest (1987).
En 1980 fue encargado de dibujar la historieta más popular de la Bonelli, el western Tex, debutando con el episodio "I predoni rossi" con guion de Gian Luigi Bonelli, que realizó junto a su amigo y colega Giovanni Ticci, en cuyo estilo se inspiró. Luego terminó la historia "Un mondo perduto", iniciada por Erio Nicolò, que falleció durante su realización. De hecho, una peculiaridad de Monti era la capacidad de imitar perfectamente el estilo de otros dibujantes, así que a menudo ayudaba a sus colegas para cumplir los plazos de entrega previstos. Desde ese momento, Monti se dedicó exclusivamente a Tex hasta su muerte, acontecida en 2002 tras una breve enfermedad. Fue también el autor de los dibujos del volumen "Manuale di Tex nel West", escrito por Piero Pieroni y editado por Mondadori en 1982.